# Natural Product Reports
Natural Product Reports (nach ISO 4-Standard in Literaturzitaten mit Nat. Prod. Rep. abgekürzt) ist der Titel einer wissenschaftlichen Fachzeitschrift, die von der britischen Royal Society of Chemistry veröffentlicht wird. Die erste Ausgabe erschien im Jahr 1984.
In der neu gegründeten Zeitschrift sind folgende Vorgängerzeitschriften aufgegangen: Terpenoids and Steroids (gegr. 1969), The Alkaloids (gegr. 1969), Aliphatic and Related Natural Product Chemistry (gegr. 1976) und Biosynthesis (gegr. 1970).
Derzeit erscheint die Zeitschrift mit zwölf Ausgaben im Jahr. Es werden Übersichtsartikel veröffentlicht, die sich mit allen Aspekten von Naturstoffen beschäftigen.
Der Impact Factor lag im Jahr 2014 bei 10,107. Nach der Statistik des ISI Web of Knowledge wird das Journal mit diesem Impact Factor in der Kategorie Medizinische Chemie an erster Stelle von 59 Zeitschriften, in der Kategorie organische Chemie an zweiter Stelle von 57 Zeitschriften und in der Kategorie Biochemie und Molekularbiologie an 13. Stelle von 289 Zeitschriften geführt.